# Psorospermum tenuifolium
Psorospermum tenuifolium är en johannesörtsväxtart som beskrevs av Joseph Dalton Hooker. Psorospermum tenuifolium ingår i släktet Psorospermum och familjen johannesörtsväxter. Inga underarter finns listade i Catalogue of Life.